# Віктор Фернандес
Віктор Фернандес (ісп. Víctor Fernández, нар. 28 листопада 1960, Сарагоса) — іспанський футбольний тренер..
Володар Кубка Іспанії, Кубка Кубків УЄФА, Кубка Інтертото та Міжконтинентального кубка.

## Кар'єра тренера
Фернандес народився в Сарагосі, Арагон. В кінці 1990/91 сезону у віці всього лише 30 років він став тренером першої команди зі свого рідного міста, в кінцевому підсумку клуб зайняв 17-е місце в лізі і уникнув вильоту, обігравши в плей-оф клуб «Реал Мурсія». На момент приходу в «Сарагосу» Фернандес був другим наймолодшим тренером, який коли-небудь працював з клубом іспанської вищої ліги після Хав'єра Аскаргорти.
У наступні роки Фернандес допоміг «Сарагосі» закріпитися у вищому дивізіоні, зокрема, він зробив з нападника Густаво Поєта атакуючого півзахисника, в 1994 році виграв кубок Іспанії з футболу, а в наступному сезоні — Кубок володарів кубків УЄФА. Він був звільнений 8 листопада 1996 року, в наступному році в новому клубі, «Тенеріфе», йому не вдалося затриматися надовго.
Потім чотири повних сезони на рубежі століть Фернандес очолював «Сельту», з ним клуб тричі пробивався у Кубок УЄФА, в цей період команда демонструвала дуже привабливий футбол. У 2002—2004 роках він працював з середняком, клубом «Реал Бетіс», фінішуючи по черзі восьмим і дев'ятим.
Влітку 2004 року Фернандес виїхав за кордон і очолив португальський гранд, «Порту». Він почав своє перебування в клубі з завоювання Міжконтинентального кубка, але раптово був звільнений у лютому наступного року після домашньої поразки з рахунком 1:3 від «Браги».
Фернандес повернувся в рідну «Сарагосу» на сезон 2006/07, в перший рік він вивів клуб у Кубок УЄФА, але в середині наступного сезону був звільнений, зрештою команда була знижена в класі. В кінці січня 2010 року він повернувся в «Бетіс», замінивши звільненого Антоніо Тапіа. У той час клуб перебував у Сегунді і на момент приходу Фернандеса лідирував, але в кінцевому підсумку команда не змогла підвищитися в класі, посівши третє місце.
9 січня 2013 року Фернандес знову вирушив за кордон, підписавши контракт з бельгійським клубом «Гент». 30 вересня 2013 року він був звільнений через погані результати.
10 липня 2014 року Фернандес був призначений на посаду нового тренера «Депортіво Ла-Корунья», змінивши Фернандо Васкеса. 8 квітня 2015 року був звільнений з поста тренера Депортіво, після нічиєї в матчі 30-го туру іспанської Прімери проти «Кордоби» 1:1.
Влітку 2015 року Фернандес підписав контракт з «Реал Мадридом», ставши координатором молодіжної системи клубу. Влітку 2017 року Фернандес покинув «Реал».

## Титули і досягнення
- Володар Кубка Іспанії (1):

«Реал Сарагоса»: 1993–94
- Володар Суперкубка Португалії (1):

«Порту»: 2004
- Володар Кубка Кубків УЄФА (1):

«Реал Сарагоса»: 1994–95
- Володар Кубка Інтертото (1):

«Сельта»: 2000
- Володар Міжконтинентального кубка (1):

«Порту»: 2004